# Хукер, Маршевет
Маршевет «Вет» Ху́кер (англ. Marshevet "Vet" Hooker, некоторое время выступала под фамилией мужа — Майерс (англ. Myers); род. 25 сентября 1984 года) — американская бегунья на короткие дистанции.
В 2002 году заняла 2-е место на чемпионате США среди юниоров в беге на 100 метров. Впервые на международной арене выступила в 2002 году на чемпионате мира среди юниоров, где завоевала бронзовую медаль на дистанции 100 метров и серебряную медаль в составе эстафеты 4×100 метров. В 2005 году стала чемпионкой национальной ассоциации студенческого спорта на открытом воздухе в беге на 100 метров и в эстафете 4×100 метров. Победила на первенстве национальной ассоциации 2006 года в беге на 60 метров в помещении и в прыжках в длину. На чемпионате США 2008 года заняла 3-е место в беге на 200 метров, тем самым получила право выступить на Олимпийских играх в Пекине, на которых приняла участие в эстафете 4×100 метров. В 2009 году занимает 3-е место на чемпионате США в беге на 200 метров. Приняла участие на чемпионате мира в Берлине, однако смогла дойти лишь до полуфинала, в котором не смогла добежать до финиша. В 2011 году стала серебряным призёром чемпионата США на дистанции 100 метров с результатом 10,83.
С 2003 по 2007 годы училась в университете Техаса в Остине. В настоящее время проживает в Техасе. Тренируется у знаменитого американского спринтера, олимпийского чемпиона 2000 года Джона Драммонда. Её сестра Дестини Хукер известная легкоатлетка и волейболистка.
Личные рекорды: 100 метров — 10,86; 200 метров — 22,34; прыжок в длину — 6,65 м.

## Достижения
| Дата | Соревнование                 | Город    | Результат | Дисциплина            |
| ---- | ---------------------------- | -------- | --------- | --------------------- |
| 2002 | Чемпионат мира среди юниоров | Кингстон | 3-е       | 100 метров            |
| 2002 | Чемпионат мира среди юниоров | Кингстон | 2-е       | Эстафета 4×100 метров |
| 2008 | Олимпийские игры             | Пекин    | 5-е       | 200 метров            |
| 2008 | Легкоатлетический финал      | Штутгарт | 3-е       | 100 метров            |
| 2008 | Легкоатлетический финал      | Штутгарт | 2-е       | 200 метров            |
| 2011 | Чемпионат мира               | Тэгу     | 8-е       | 100 метров            |
| 2011 | Чемпионат мира               | Тэгу     | 1-е       | Эстафета 4×100 метров |